# Sjöman
Sjöman ist ein skandinavischer Familienname.
- Kent Sjöman (* 1948), finnischer Filmschauspieler
- Kylla Sjoman (* 1987), finnisch-kanadische Fußballspielerin
- Merja Sjöman (* 1955), finnische Fußballspielerin
- Vilgot Sjöman (1924–2006), schwedischer Filmregisseur und Autor